# Интимне ствари
Интимне ствари (енгл. Little Children) је филмска адаптација истоименог романа у режији Тода Филда. Кејт Винслет је била номинована за Златни глобус, награду BAFTA и Оскар за најбољу главну глумицу; Филд и Перота су били у конкуренцији за Оскара за најбољи адаптирани сценарио, а Џеки Ерл Хејли за Оскар за најбољег споредног глумца.

## Радња
Бивши спортиста, који има срећну породицу и живи у лепом делу града, супротставља се својој жени у њеним настојањима да ради као адвокат. Његова афера са згодном средовечном женом из суседства, изазваће бројне проблеме, и показати да ниједна породица није савршена, ма колико савршено изгледала.

## Улоге
| Глумац         | Улога        |
| -------------- | ------------ |
| Кејт Винслет   | Сара Пирс    |
| Патрик Вилсон  | Бред Адамсон |
| Џенифер Конели | Кети Адамсон |
| Џеки Ерл Хејли | Роналд       |
| Ноа Емерих     | Лари         |
| Филис Сомервил | Меј          |